# Dan Giușcă
Dan Giușcă (n. 14 iulie 1904, București – d. 10 august 1988, București) a fost un geolog român, membru titular (1974) al Academiei Române.

## Biografie
A fost conferențiar la Facultatea de Științe București.
A fost membru corespondent al Academiei de Științe din România începând cu 21 decembrie 1935 .